# Kapisa
Kapisa (paszto/perski: کاپيسا) – prowincja we wschodnim Afganistanie. Jej stolicą jest Mahmud-i-Raqi. Powierzchnia wynosi 1842 km², a populacja w 2021 wyniosła prawie 500 tys. mieszkańców. Głównym językiem jest dari. 
Składa się z 7 dystryktów:
- Alasaj
- Hesa Duwum Kohistan
- Koh Band
- Kohistan Hesa Awal
- Mahmud-i-Raqi
- Nidżrab
- Tagab